# Якість милосердя (Зоряний шлях)
Якість милосердя (A Quality of Mercy) — десята серія першого сезону американського телевізійного серіалу «Зоряний шлях: Дивні нові світи». Сценарій епізоду написав Деві Перес; режисери Генрі Алонсо Майєрс і Аківа Голдсман. Перший показ відбувся 7 липня 2022 року.

## Зміст
Поки «USS Enterprise» і USS «Каюга» постачають провізію на аванпост біля ромуланської нейтральної зони, Пайк зустрічає одного з майбутніх курсантів, заради якого він пожертвує собою — Маат. Пайк вирішує надіслати курсантам попередження, щоб запобігти аварії. Його відвідує власна старша версія із майбутнього, де аварії не станеться.
Інший Крістофер показує Пайку за допомогою клінгонського Кристалу часу наслідки його рішення. Через сім років у майбутньому на «Ентерпрайзі» бачать, як ромуланський зореліт «Хижий птах» знищує аванпост. Вони відстежують його за підтримки USS «Farragut» і капітана Джеймса Т. Кірка, який пропонує агресивний підхід, але Пайк наполягає на переговорах. Під час місії з модернізації Аванпосту-4, одного з астероїдних об'єктів, які спостерігають за Нейтральною зоною, що розділяє Федерацію та ромуланський простір, капітан Пайк ділить їжу з капітанкою Батель. Впевненість Пайка відображає особисте зростання, яке він пережив після того, як знову зайняв центральне крісло USS «Enterprise», особливо щодо нещасливої долі.
Однак незабаром переконання Пайка руйнується, коли він дізнається, що син командира форпосту Генселя Аль-Салаха, Маат Аль-Салах є одним із двох курсантів, яких він не зможе врятувати під час нещасного випадку на навчанні через сім років. Тривожне усвідомлення спонукає Пайка почати диктувати хлопцеві повідомлення, яке розкриває правду про його похмуре майбутнє, але незабаром до капітана приєднується несподіваний відвідувач — адмірал Крістофер Пайк. Одягнений у легендарну «жахливо-бордову» форму (представлену в «Гніві Хана»), майбутній «я» Пайка використав кристал часу з клінгонської планети Борет, щоб повернутися назад і відмовити капітана від зміни шкали часу.
Пояснивши, що мінливі події матимуть несподівані наслідки, адмірал Пайк пропонує своєму молодшому колезі ще один кристал часу, який дозволяє капітану пережити ключовий момент в історії, який розгортається не так, як мав би. Капітан Пайк раптово виявляє себе головою весілля на борту «Ентерпрайза» саме тоді, коли корабель попереджено про напад на Аванпост-4. Якщо ця ситуація здається знайомою, це тому, що Пайк прибув на початку інциденту з ромуланським зорельотом.
Ромуланський корабель знищує Форпост-4, маскує, а потім встановлює курс на Ромул. Одна серйозна розбіжність таки сталася — USS «Farragut», капітаном якого є брат Сема Кірка, Джеймс Т. Кірк, приєднується до «Ентерпрайза», щоб переслідувати ромуланців. Розпочинається брифінг, коли Еріка Ортегас приймає анти-ромуланську позицію. Капітан Кірк і Спок погоджуються, що вони повинні атакувати ворога; однак Пайк наказує, щоб вони прагнули вивести з ладу свого супротивника, а не знищити його. У відображенні в хвості комети вони бачать (вперше в цій реальності) ромуланця. «Ентерпрайз» готується блокувати ромуланський корабель при виході із захисного поля. Однак ромуланці заходять ззаду і пошкоджують «Фарагут». Ромуланці стріляють з плазмовою зброї в «Ентерпрайз» — він серйозно пошкоджений але не знищений. Срок сканує ромууланців — їхній корабель пошкоджений. Ромуланці беруть верх і знищують «Фарагут», змушуючи Кірка та тих, хто вижив, шукати притулку на «Ентерпрайзі». Паралельно зі своїм розчаруванням Кірк критикує Пайка за те, що, на його думку, було коротким ваганням вступити у бій з ворогом. Капітан надсилає їм повідомлення відкритим каналом про тимчасове припинення вогню і можливі перемовини — вперше за 100 років. Пайк вибирає дипломатичне рішення, оскільки він і ромуланський командир погоджуються на двогодинне припинення вогню.
Ромуланський командир погоджується на припинення вогню, але його підкомандувач викликає армаду ромуланських військових кораблів, які завдають шкоди «Ентерпрайзу», важко поранивши Спока та оголошують війну Федерації. Коли термін припинення вогню закінчується, ромуланський претор з'являється з величезною армадою. Довіра Пайка до милосердя та дипломатії була сприйнята як слабкість, що надихнуло ромуланців оголосити війну Федерації. Капітан Кірк з дозволу Пайка намагається втілити великий блеф перед ромуланцями. «Ентерпрайзу» ледве вдалося втекти завдяки хитромудрому ґамбіту, використаному капітаном Кірком, але конфлікт, що виник, кардинально змінить майбутнє. Кірк приводить непілотовані роботизовані космічні компленкси — ніби як земну армаду. Ромуланський корабель знищується своїми ж силами. Спок отримує важкі рани, від яких він ніколи не може повністю оговтатися, таким чином успадковуючи долю, призначену Пайку.
Пізніше адмірал Пайк знову з'являється, щоб пояснити, що кожного разу, коли капітан Пайк намагається запобігти аварії, яка закінчує його кар'єру, для Спока починається трагедія. Адмірал натякає на важливість наукового офіцера для миру з ромуланцями, чітко посилаючись на роботу посла Спока в 24 столітті, щоб возз'єднати Вулкан і Ромул, що прокладає шлях до співіснування, яке спостерігалося на Ні'Варі в 32 столітті.
Говорячи про це, капітан Пайк зустрічається з Кірком, який починає розповідати старшому офіцеру про службу свого батька на борту USS «Кельвін». Тоді Пайк повертається до свого початкового місця у 2259 році та вирішує не писати листа. Пайк розуміє, що якби він усе ще був капітаном «Ентерпрайза» у 2266 році, його стиль командування призвів би до катастрофічної війни з Ромулом і незліченної втрати вкладу Спока в мир у галактиці.
Капітан обговорює, що його рішучість у спробах змінити майбутнє лише перекладе свій тягар на когось іншого, що Спок проникливо виводить як посилання на себе. Спок висловлює свою вдячність за дії Пайка, визнання, яке поглиблює їхні зв'язки.
Пайк визнає, що його доля неминуча, щоб врятувати Спока та запобігти війні. Його спокій перериває капітан Батель з «Каюги», який прибуває на «Ентерпрайз» і заарештовує Номер Один за те, що вона генетично змінена іллірійка. Пайк не збирається це лишити просто так.
Іноді війни уникнти неможливо

## Сприйняття та відгуки
На сайті «Rotten Tomatoes» епізод станом на червень 2024 року отримав 100 % оцінки 4 оглядачів.
В огляді «StarTrek.com» зазначалося: "У стилі, який нагадує "Випробування та спроби «Зоряний шлях: Глибокий космос 9, „Якість милосердя“ користується можливістю переглянути культовий епізод „Зоряного шляху“ та майстерно додає йому ще більшого значення. У той момент, коли нормалізується норма, капітан Бател прибуває на „Ентерпрайз“ із наказом заарештувати Номер Один за приховування її іллірійських генетичних модифікацій. Цей крутий крок виявився доречним способом завершити видатний дебютний сезон шоу, оскільки він зберіг свою характерну епізодичну формулу, водночас пов'язуючи постійну сюжетну лінію, посилюючи очікування глядачів на другий сезон.»
В огляді «Den of Geek» серію оцінено у 4.5 зірок з 5 та зазначено: "Фінал 1-го сезону «Зоряний шлях: Дивні нові світи» — це любовний лист до серіалу, з якого все почалося, інколи поетапний рімейк епізоду «Зоряний шлях: оригінальний серіал» «Рівновага страху», яка спочатку познайомила франшизу з ромуланами. Ця телегодина дає нам змогу зазирнути в потенційне альтернативне майбутнє, у якому Пайк не буде спотворений й не паралізований та збереже командування «Ентерпрайзом», але це буде коштувати жахливої ціни."
«TV Tropes» здійснює детальний розбір аналогій, неспівпадінь та недоречностей епізоду.
В огляді «TrekMovie.com» зазначено: «Незважаючи на кілька недоліків, „Якість милосердя“ став вражаючим фіналом сезону і, мабуть, найкращим на сьогоднішній день у нову епоху „Star Trek“. Ця нова серія викликала насолоду, виконуючи обіцянку епізодичних шоу з більш легким тоном і сильним розвитком персонажів. Майже всі епізоди були виграшними, кожна з них варта перегляду, і що найкраще, ви можете просто занурюватися в будь-яку з них, не слідкуючи за перебігом подій в попередніх. Незважаючи на те, що глибоке занурення в історію Трека у цьому епізоді мало важливі моменти, воно також виявило деякі підводні камені, пов'язані з великим перегукуванням із попередніми частинами „Зоряного шляху“. Тож у 2 сезоні будемо сподіватися на більше дивних і особливо нових світів для дослідження.»
На сайті «IMDb» станом на червень 2024 року епізод отримав 9.1 з 10 зірок схвалення при 5200 голосах.

## Знімались
| Актор             | Роль                |
| ----------------- | ------------------- |
| Енсон Маунт       | Крістофер Пайк      |
| Ітан Пек          | Спок                |
| Джесс Буш         | Кристина Чапель     |
| Крістіна Чонг     | Лаан Нуньєн Сінгх   |
| Селія Роуз Гудінг | Нійота Ухура        |
| Бабс Олусанмокун  | Доктор М'Бенга      |
| Мелісса Навія     | Еріка Ортегас       |
| Ребекка Ромейн    | Номер Один          |
| Пол Веслі         | капітан Кірк        |
| Мелані Скрофано   | Батель              |
| Ден Жаннотт       | Джон Семюел Кірк    |
| Матьє Бурасса     | ромуланський офіцер |
| Андре Де Кім      | Кайл                |
| Ронг Фу           | Дженна              |
| Алі Хасан         | Аль-Салах           |
| Метью Макфадзеан  | ромуланський офіцер |
| Ієн Рейберн       | Гроом               |
| Кріс Рівер        | Маат                |